# Wolfgang Porsche
Wolfgang Porsche (Stuttgart, Németország, 1943. október 5. –) osztrák-német üzletember, mérnök, autóipari menedzser, a Porsche AG és a Porsche Automobil Holding SE felügyelőbizottságának elnöke, a Volkswagen AG és az Audi AG felügyelőbizottságának tagja, Ferdinand Porsche unokája, Ferry Porsche és Dorothea Reitz legkisebb fia, Ferdinand Alexander „Butzi” Porsche öccse, Ferdinand Piëch unokatestvére.

## Élete
Középfokú tanulmányai elvégzése után a fémiparban kezdett dolgozni, ezzel párhuzamosan a Bécsi Tudományegyetem gazdasági és üzleti szakán folytatott tanulmányokat, 1973-ban doktorált nemzetközi üzleti és kereskedelmi tudományok témakörből. A diploma megszerzése után saját vállalkozásba fogott, a Yamaha motorkerékpárok kizárólagos ausztriai importját és képviseletét látta el. 1976-tól Stuttgartban, a Daimler-Benz AG-nál kezdett dolgozni. 1978-ban lett a Porsche AG igazgatótanácsának tagja, majd 2007-ben az igazgatótanács elnöke. 2008. április 24-től a Volkswagen AG felügyelőbizottságának tagja. Édesapja, Ferry Porsche 1998-as halála óta Wolfgang Porsche a Porsche-család választott szóvivője.

## Munkásságának elismerése
Dr. Wolfgang Porsche munkásságát számos kitüntetéssel, díjjal ismerték el az évek során, 2005-ben Ausztria legmagasabb szintű állami elismerését, az „Nagy Aranymedál az Osztrák Köztársaság Szolgálatáért” kitüntetést vehette át Wolfgang Schüssel osztrák kancellártól, 2008. június 11-én a németországi Baden-Württemberg tartomány arany Staufer-medál(de) kitüntetését kapta meg. 2012-ben a Salzburgi Egyetem szenátusának tiszteletbeli tagjává avatta az egyetem, majd 2013-ban az Egyetemi Tanács tagjává.

## A Porsche tulajdonosaként
Dr. Wolfgang Porschénak jelentős – a Porsche Automobil Holding 26%-át birtokló Familie Porsche Beteiligung GmbH résztulajdonosaként – mintegy 12,5%-os – részesedése van a Porsche Automobil Holding-nál. Annak érdekében, hogy a családtagok közti viszály megszűnjön a család egy belső megállapodást kötött 1972-ben, hogy a családtagok nem vesznek részt közvetlenül a vállalat irányításában. Édesapja – Ferry Porsche – csak egy helyet tartott meg a cég felügyelő bizottságában.

## Magánélete
Az ausztriai Zell am Seeben él. Két házasságából két-két gyermeke született, Christian (1974), Stephanie (1978), Ferdinand (1993), Felix Alexander (1996). 2007 óta Claudia Hübnerrel élt élettársi kapcsolatban – 2019 és 2023 között házasok voltak.

## Fordítás
- Ez a szócikk részben vagy egészben  a   Wolfgang Porsche című angol Wikipédia-szócikk ezen változatának fordításán alapul.  Az eredeti cikk szerkesztőit annak laptörténete sorolja fel. Ez a jelzés csupán a megfogalmazás eredetét és a szerzői jogokat jelzi, nem szolgál a cikkben szereplő információk forrásmegjelöléseként.